# Freisingfragmenten

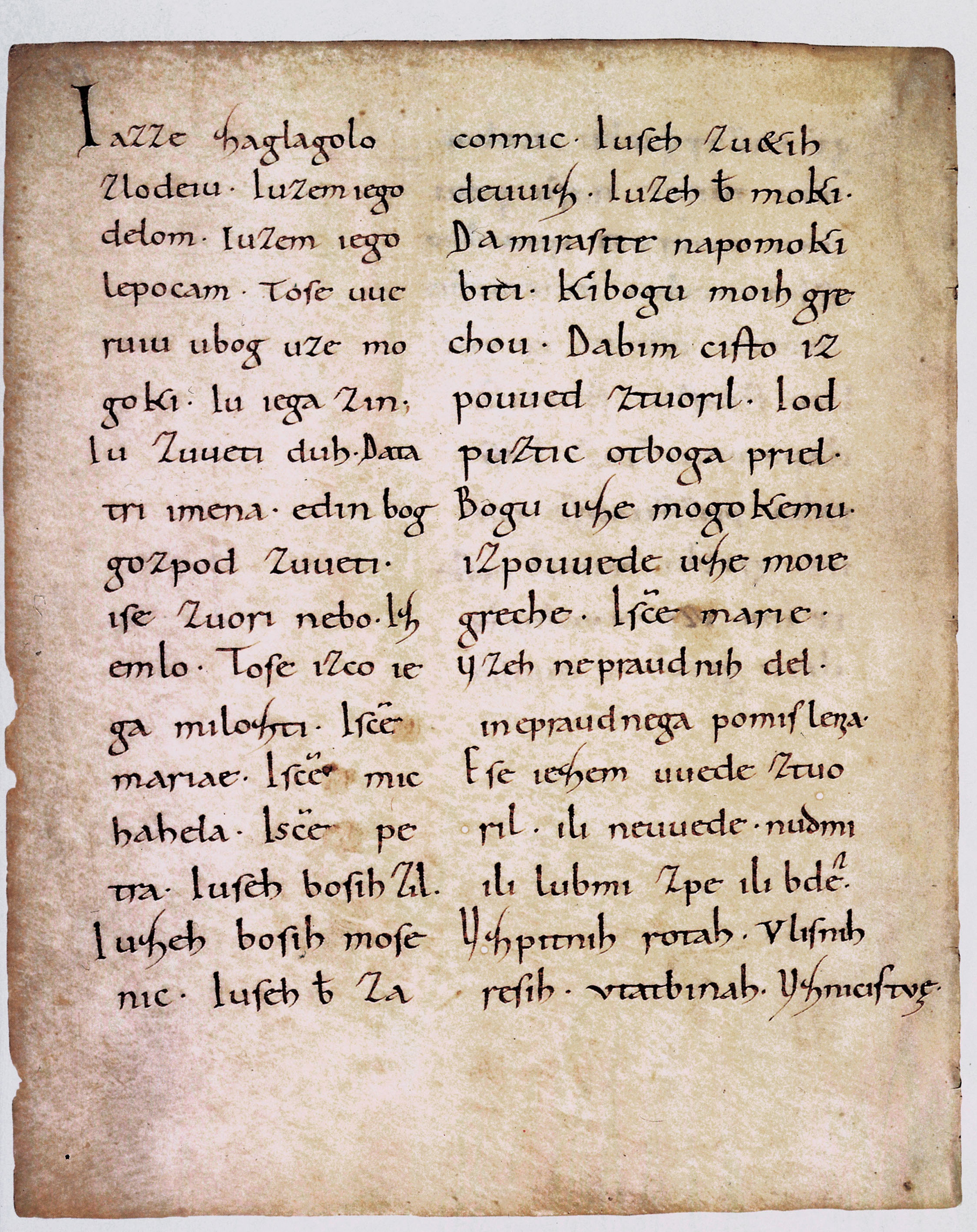
En sida ur Freisingfragmenten

Freisingfragmenten är den äldsta kända urkunden på slovenska. På slovenska kalls den Brižinski spomeniki och på latin Monumenta Frisingensia.
1803 fick det bayerska statliga biblioteket, beläget i München in en codex (det vill säga en sammanbindning av texter) på latin. Denna bestod av 169 foliosidor plus två onumrerade pergamentsblad. Den latinska texten bestod mestadels av predikningar och förklaringar från kyrkofäder och medeltida författare. En mindre del rör liturgiska riter eller kyrkorättsliga tema. 1807 upptäcktes att vissa sidor var skrivna på bättre, ljusbrunt pergament. Närmare studier visade att dessa (folio 78, 78v och 158v - 161v) fyra pergamentblad plus en kvartssida var skrivna på slovenska med latinska bokstäver. Troligen skrevs texterna mellan 972 och 1000 (den handstil – karolingisk minuskel - som användes var populär då) och alltså är de äldsta texterna på slovenska och de äldsta texterna av slaviskt språk skrivet med det latinska alfabetet. De två första texterna är skrivna av samma person varför man kunnat jämföra dem med andra daterade texter av samma person. Den första och den tredje texten är böner som var tänkta att upprepas av församlingen. Texten i mitten utgörs av en biktpredikan. Vid analys av språket ses inflytande av gammelhögtyska varför man kan sluta sig till att dessa är avskrifter av översättningar från detta språk. 
Freisingfragmenten översättes 1854 till modern slovenska av Anton Janežič (filolog 1828 - 1869, utgav en ordbok, språklära m. m. grundade 1958 tidskriften "Glasnik slovenski") som även namngav fragmenten. Dessa har därefter översatts till ett flertal moderna språk men även till latin och gammal kyrkslaviska. Fragmenten befinner sig fortfarande i München. Sedan 1803 har de endast gjort två utflykter; de ställdes ut på 1970-talet i Vatikanen och 2004 i Ljubljana på national- och universitetsbiblioteket.
Det finns teorier om att Freisingfragmenten skrivits i Mölls floddal (Möll flyter sedan in i Kärntens största flod Drau) och att de skulle ingått i en handledning för biskopar. Vissa lingvister (Jernej Kopitar och Rajko Nahtigal) vill se biskop Abraham, biskop i Freising 957 – 994, som nära förbunden med fragmenten, men det finns inga historiska bevis härför. Texterna har dock använts i kyrkan i Freising, som ägde mark i floddalen, vilket förklarar att de bevarats där. Tidigare fanns det också ett benediktinerkloster, Weihenstephan, i staden (detta omvandlades sedan till kunglig lantbruksskola). 